# Рождественский, Александр Петрович
Алекса́ндр Петро́вич Рожде́ственский (1864, Псковская губерния, Российская империя — 22 декабря 1930, Моравска-Тршебова, Чехословакия) — русский православный библеист, богослов, протоиерей Православной российской церкви, профессор Священного Писания Ветхого Завета в Санкт-Петербургской духовной академии, в эмиграции — профессор Богословского факультета Софийского университета.

## Биография
Родился 20 июля (1 августа) 1864 года в семье диакона, впоследствии священника, на погосте Чернозёрье в Островском уезде, Псковской губернии (ныне на противоположном от села Складнево Новоржевского района Псковской области берегу озера Чернозёрье).
В 1879 году окончил Псковское духовное училище, в 1885 году — Псковскую духовную семинарию, оставлен при ней исполняющим должность надзирателя за учениками. В 1886 году сдал вступительные экзамены в Санкт-Петербургскую духовную академию (СПДА), оказавшись вместе с Сергием Страгородским и Петром Скипетровым, одним из лучших абитуриентов. В 1890 году окончил курс со степенью кандидата богословия, профессорский стипендиат при кафедре еврейского языка и библейской археологии.
Преподаватель русского и церковнославянского языков в Великолукском духовном училище (1891), затем в Псковской духовной семинарии (1892).
С 1894 года доцент СПДА по кафедре Священного Писания Ветхого Завета. Одновременно преподаватель арифметики в Исидоровском епархиальном женском училище (1895–1897).
Магистр богословия (1896), дважды лауреат Макариевской премии (1897, 1912), коллежский советник (1900), экстраординарный профессор СПДА (1901).
15 мая 1903 года был рукоположён в сан священника и назначен служить в церкви святителя Николая Чудотворца при Императорском Мариинском дворце.
В 1903–1905 гг. редактор журнала Санкт-Петербургской духовной академии «Церковный вестник».
В марте 1904 года назначен преподавателем Закона Божия дочерям императора Николая II.
В 1905 году введён в состав Высочайше утверждённых Особого Совещания о цензуре и печати и Комиссии для выработки правил для наблюдения за духовной литературой.
26 января 1906 года был Высочайше назначен членом Предсоборного присутствия. Протоиерей. Член Братства ревнителей церковного обновления.
С 1911 года доктор богословия, ординарный профессор СПДА.
С 1915 года секретарь Комиссии по научному изданию Славянской Библии, действовавшей в стенах Петроградской духовной академии.
В 1917 году Председатель Всероссийского союза демократического православного духовенства и мирян, член Синода, делегат Всероссийского съезда духовенства и мирян, работал в I, II и VI отделах Предсоборного совета (одним из главных поднимавшихся в VI отделе был вопрос о возможности употребления русского языка в богослужении), член Поместного собора 1917—1918 годов, участвовал во всех трёх сессиях, член Соборного Совета, председатель XII, заместитель председателя XIX, член II, XX отделов.
Будучи резко негативно настроен по отношению к новой большевистской власти, покинул революционную Москву. В 1919 г. председатель Редакционной комиссии и член I отдела Юго-Восточного Русского Церковного Собора, член Временного высшего церковного управления на Юго-Востоке России.
В конце 1919 года тяжело больным эвакуировался в Крым, затем уехал в Болгарию. В 1921 году один из руководителей Национального союза русских беженцев в Болгарии, участник Русского религиозно-философского кружка, где сделал доклады «О Московском Церковном Соборе и в связи с ним о ближайших задачах Русской Церкви» и «Библейское учение о труде». Автор воспоминаний о Патриархе Тихоне. Профессор богословского факультета Белградского университета, избран членом Русского Всезаграничного Церковного Собора, но в заседаниях не участвовал. С 1922 г. член правления Русской академической группы, в 1923 г. профессор, заведующий кафедрой Священного Писания Ветхого Завета и член Совета богословского факультета Софийского университета, преподаватель в Софийской духовной семинарии. В 1924 г. потерял зрение, переехал в Чехословакию.
Скончался 22 декабря 1930 года в городе Моравска-Тршебова.

## Семья
Жена Александра Александровна, дети: Александра, Нина, Сергей, Борис, Константин, Всеволод.